# Prunus sect. Amygdalus
Prunus sect. Amygdalus is een sectie van het geslacht Prunus uit de rozenfamilie. De sectie wordt in het ondergeslacht Prunus geplaatst. Deze sectie omvat de soort die om de eetbare amandelen wordt gekweekt, en een aantal soorten die als sierboom hun weg naar tuinen en parken hebben gevonden.
De taxonomische positie van de groep wordt door verschillende auteurs anders behandeld. Het is niet ongebruikelijk om de groep in de literatuur tegen te komen als ondergeslacht van het geslacht Prunus. Op basis van de resultaten van moleculair fylogenetisch onderzoek, stelden Shuo Shi et al. (2013) voor om de groep als sectie in het ondergeslacht Prunus te plaatsen.

## Soorten
- Prunus arabica
- Prunus amygdalus – Amandelboom
- Prunus fenzliana
- Prunus spinosissima

## Hybriden
- Prunus × vavilovii

Voorbeelden van soorten uit Prunus sect. Amygdalus
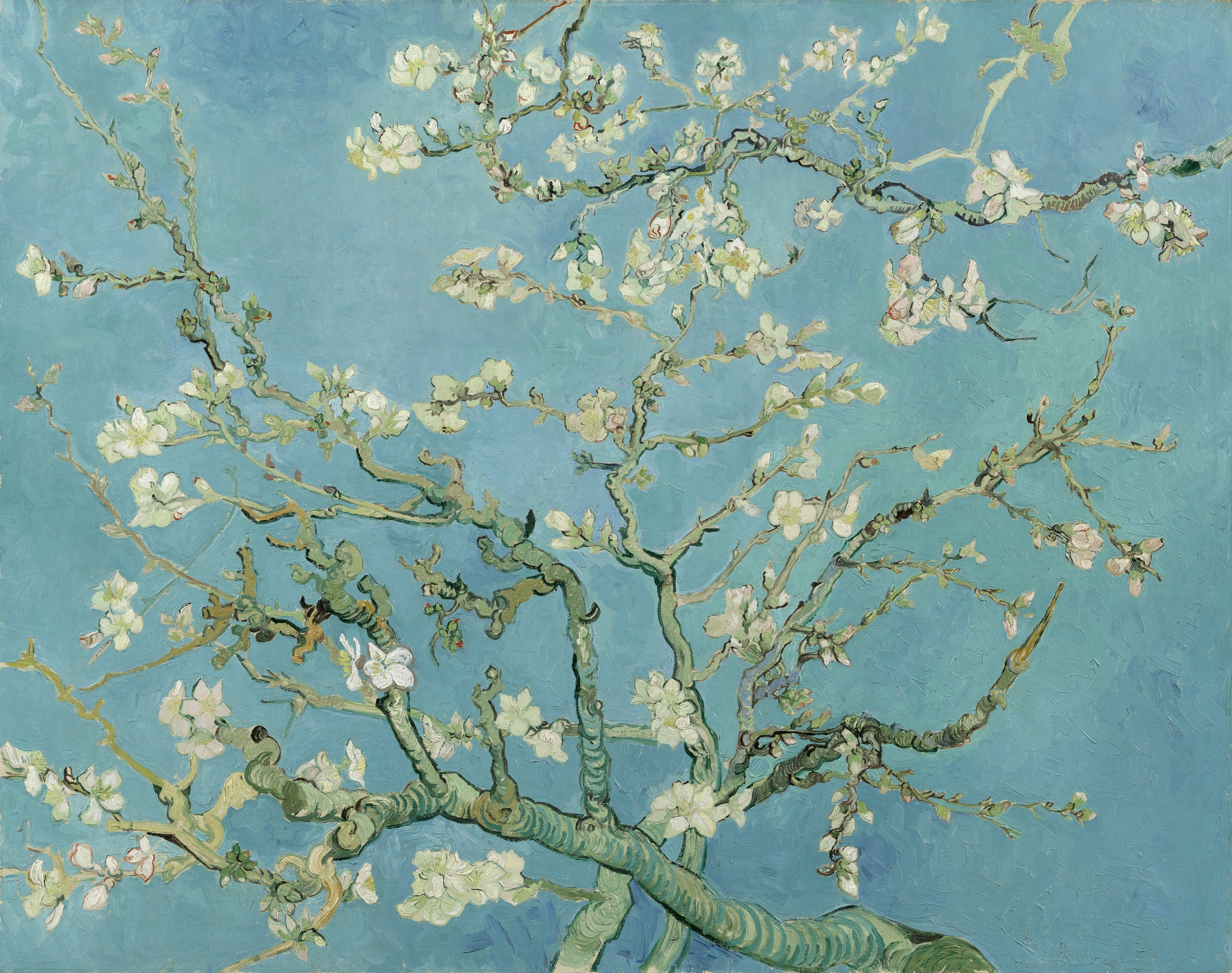
Vincent van Gogh – Amandelbloesem
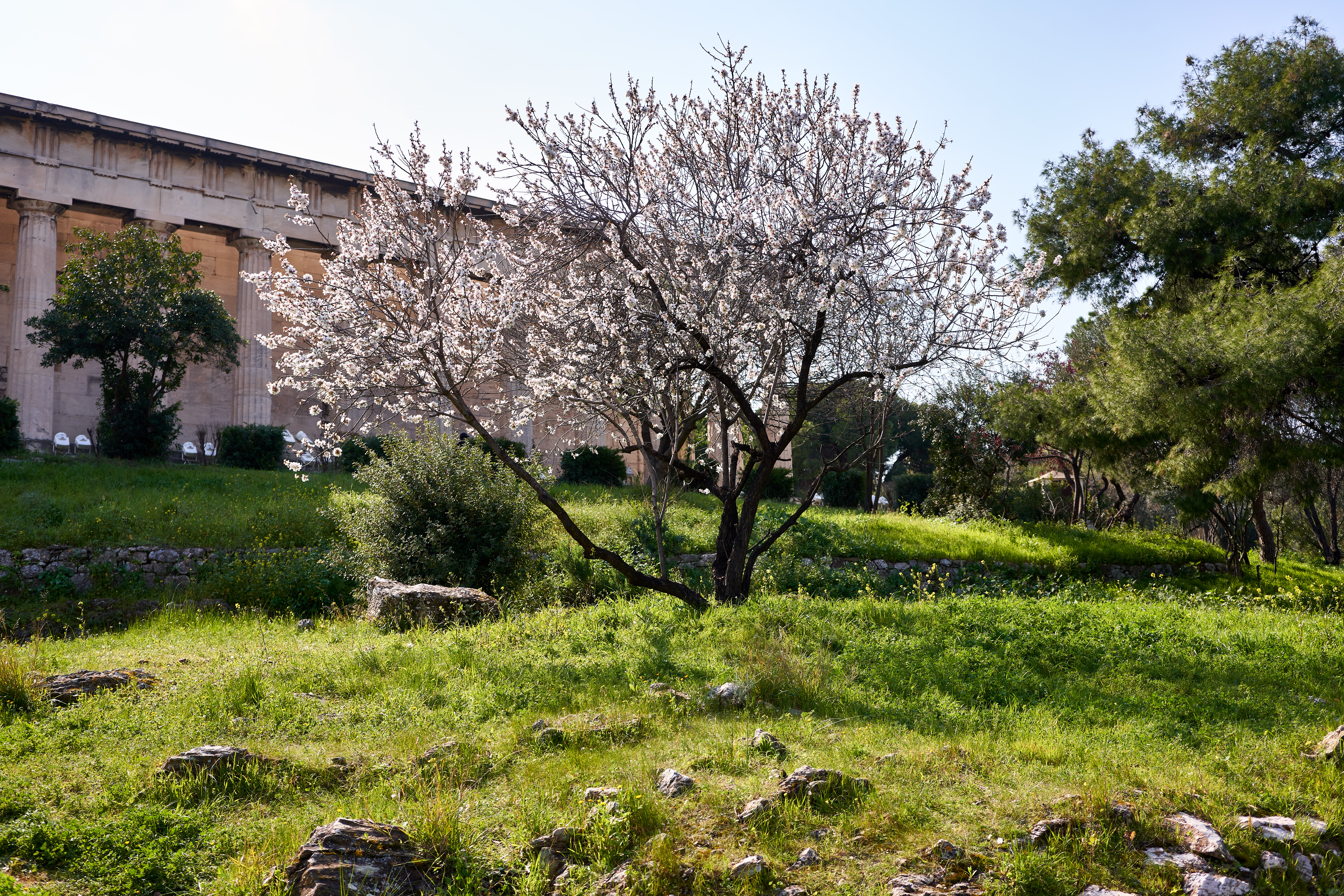
Amandelboom
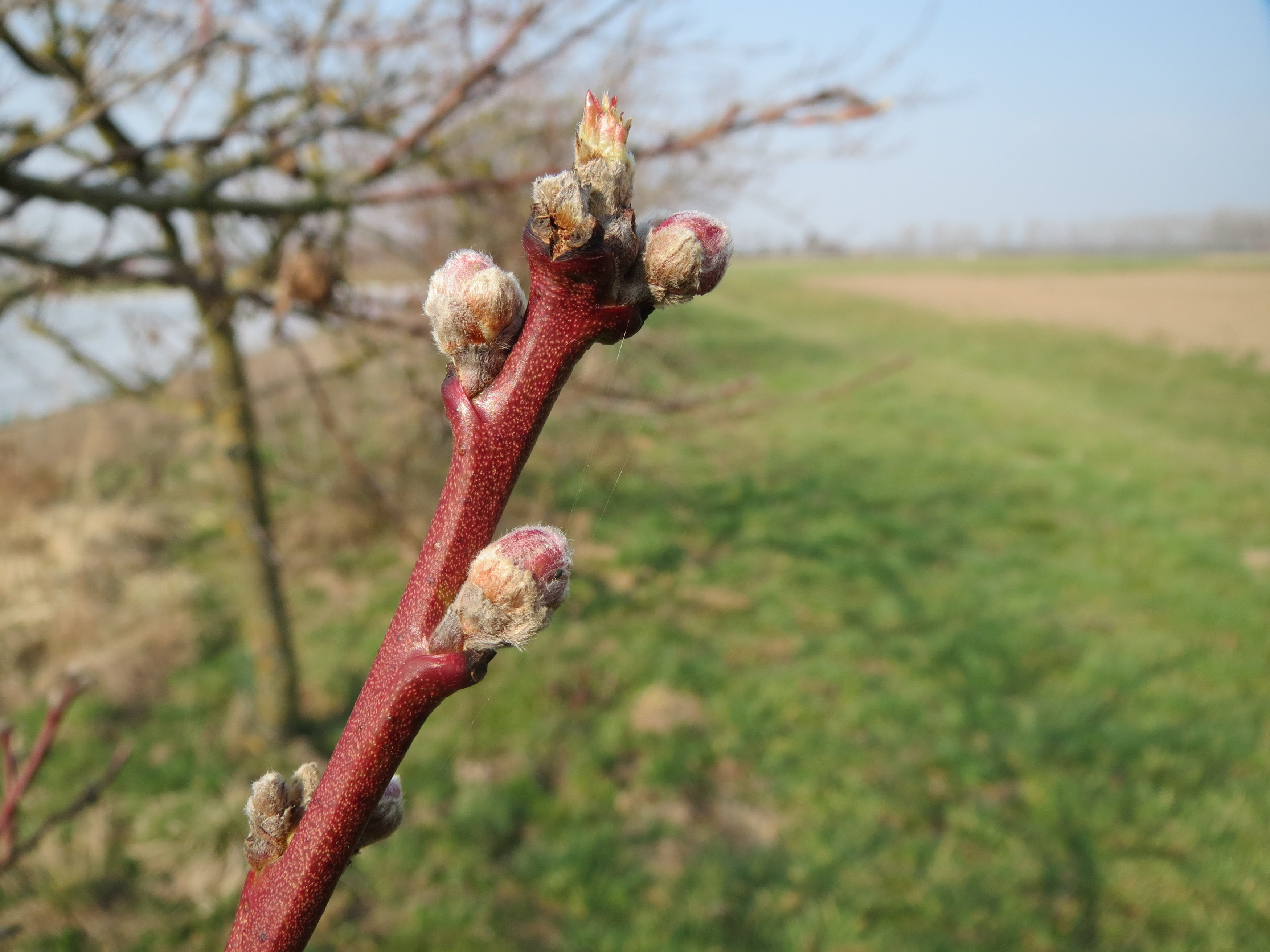
Prunus amygdalus-bloesems in knop
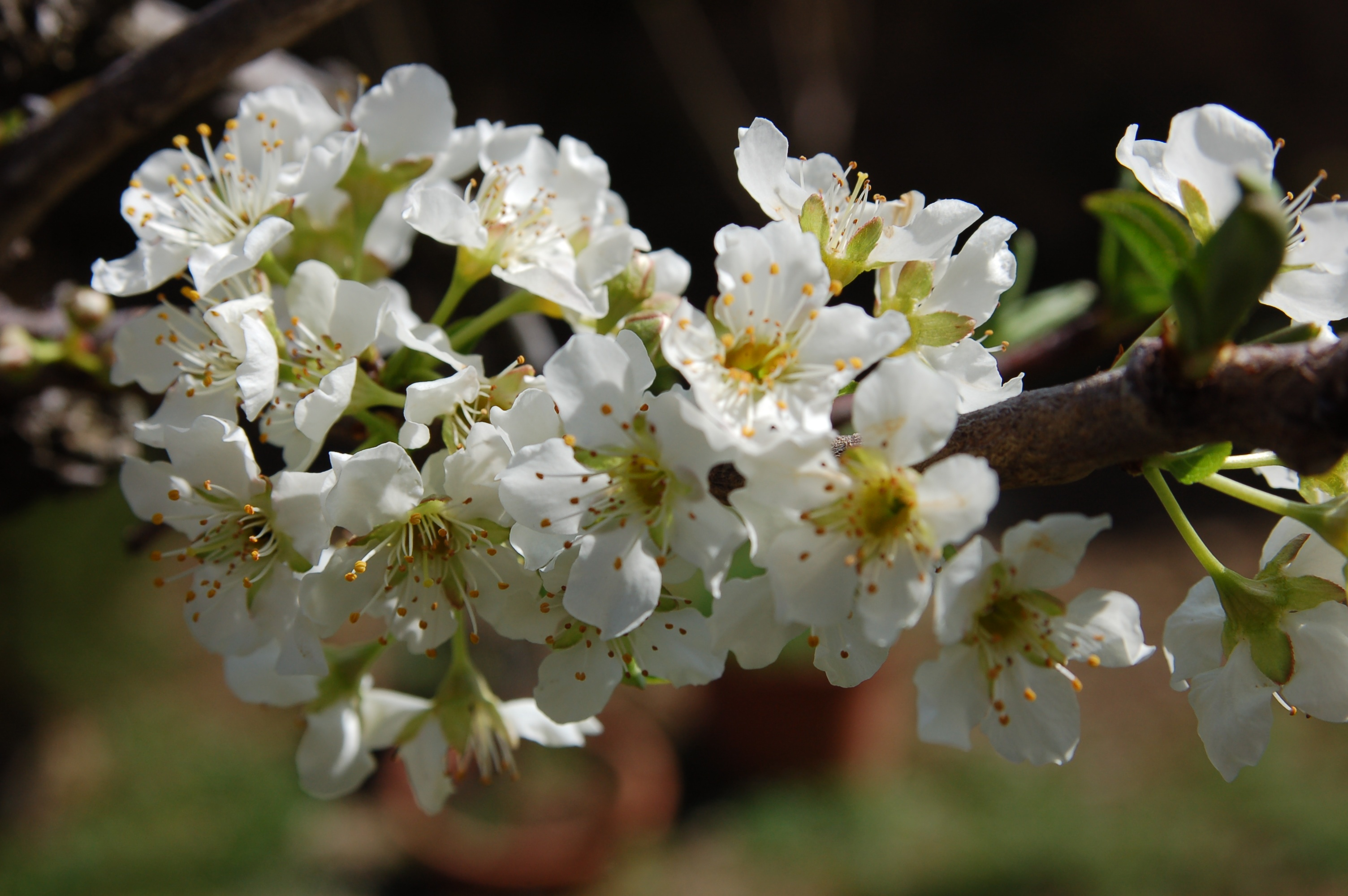
Bloesems van Prunus amygdalus
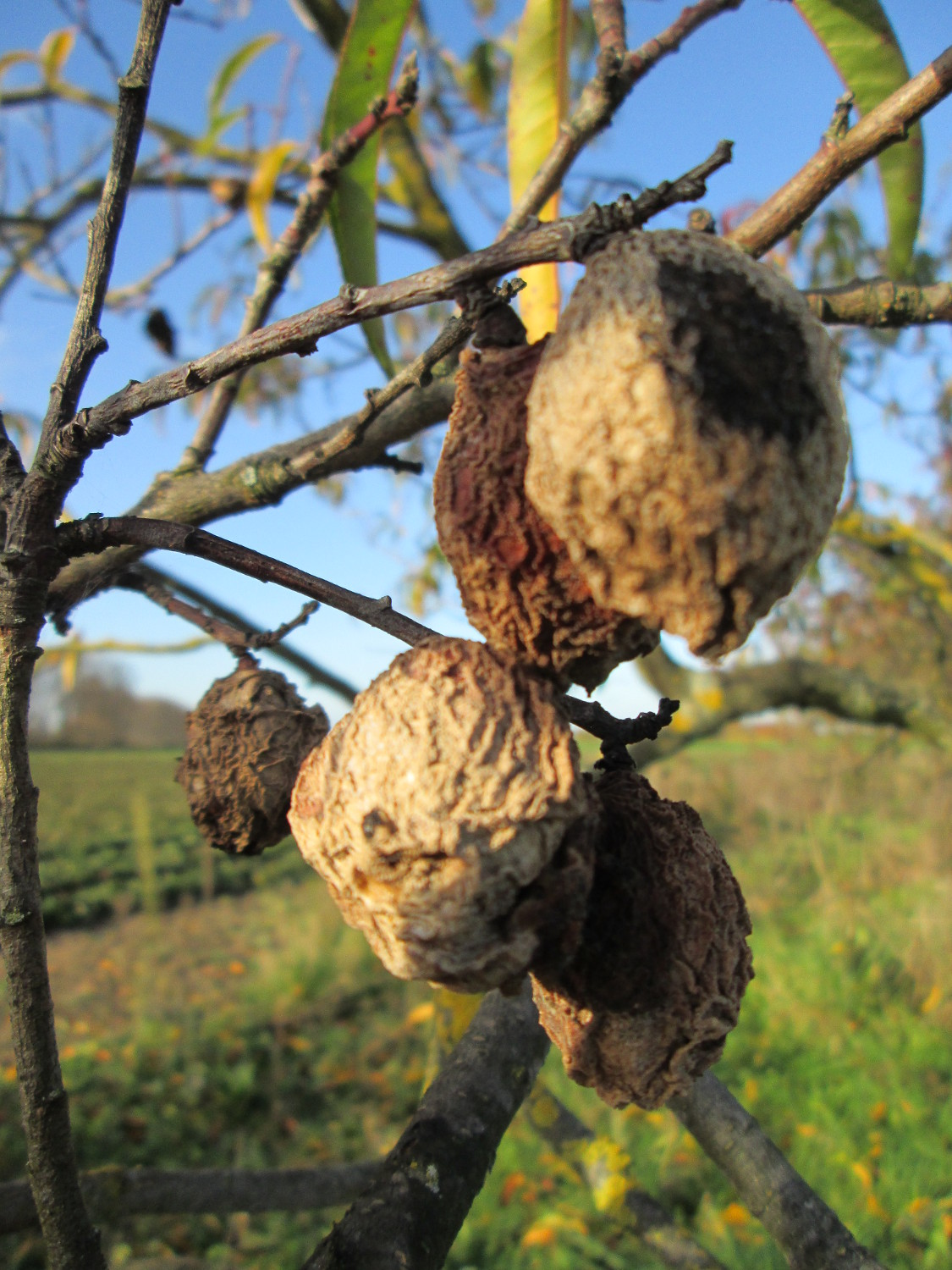
Steenvruchten van Prunus amygdalus
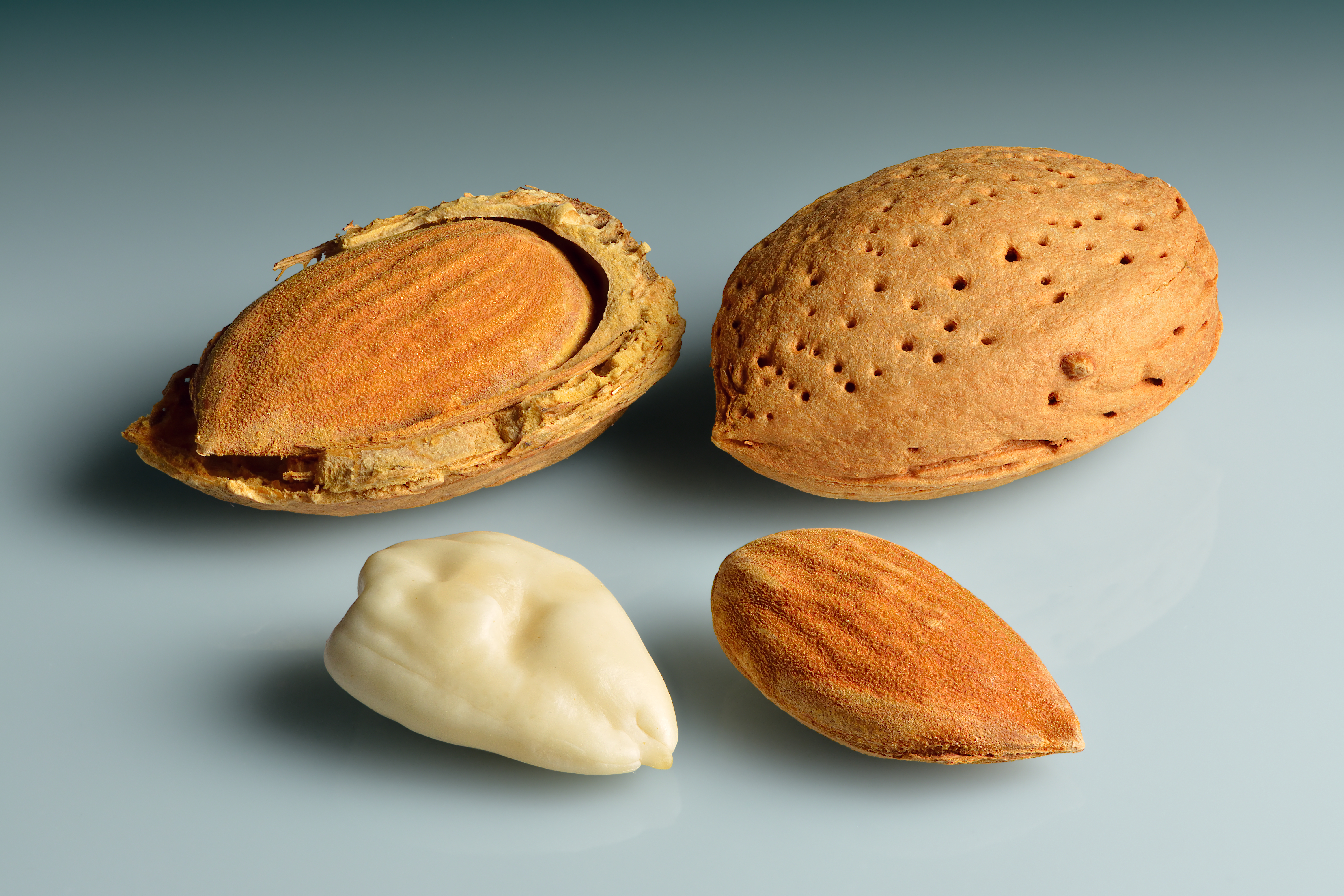
Amandel in een opengebroken pit, amandelpit geblancheerd en met schil
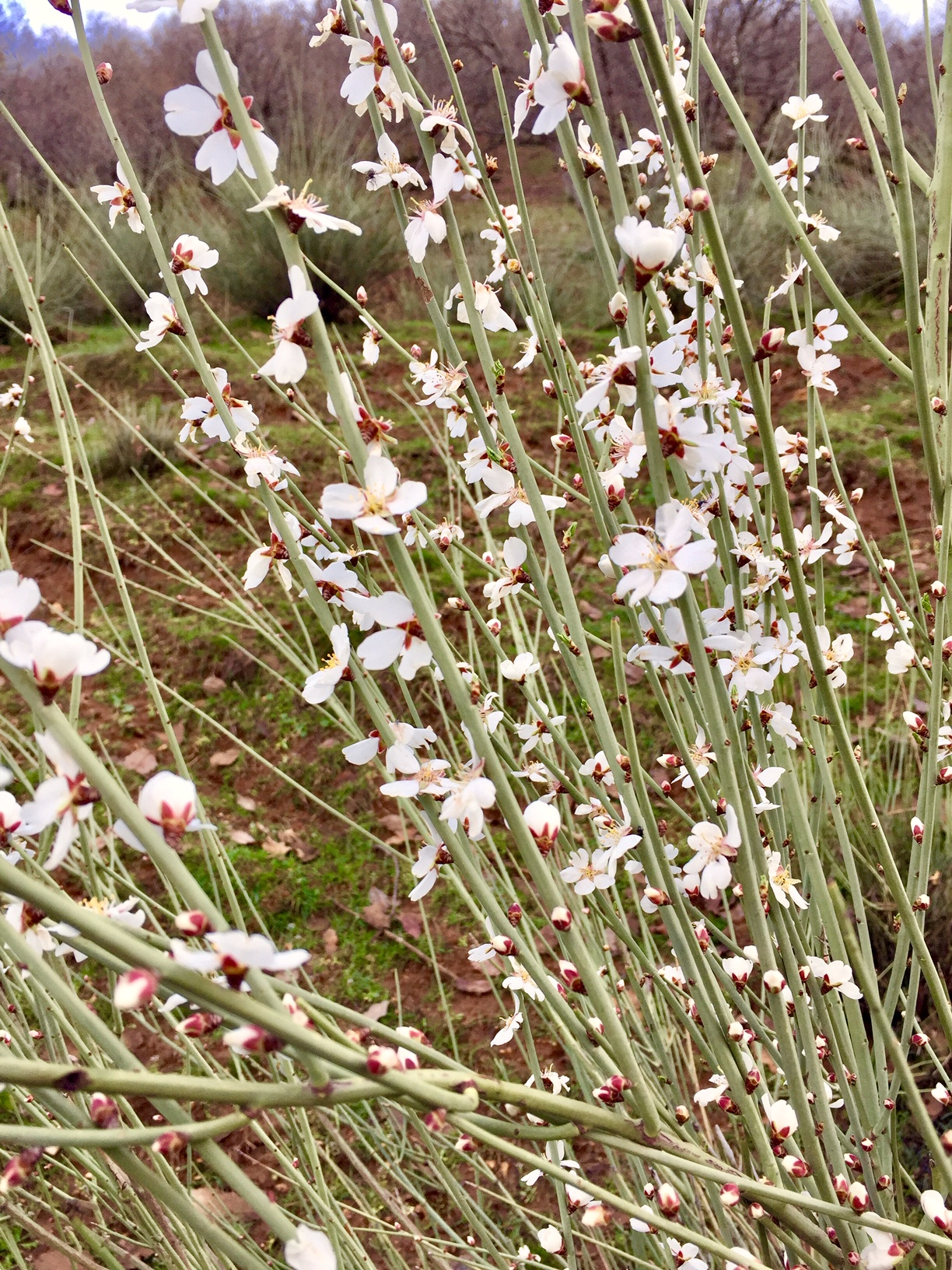
Bloesems van Prunus arabica
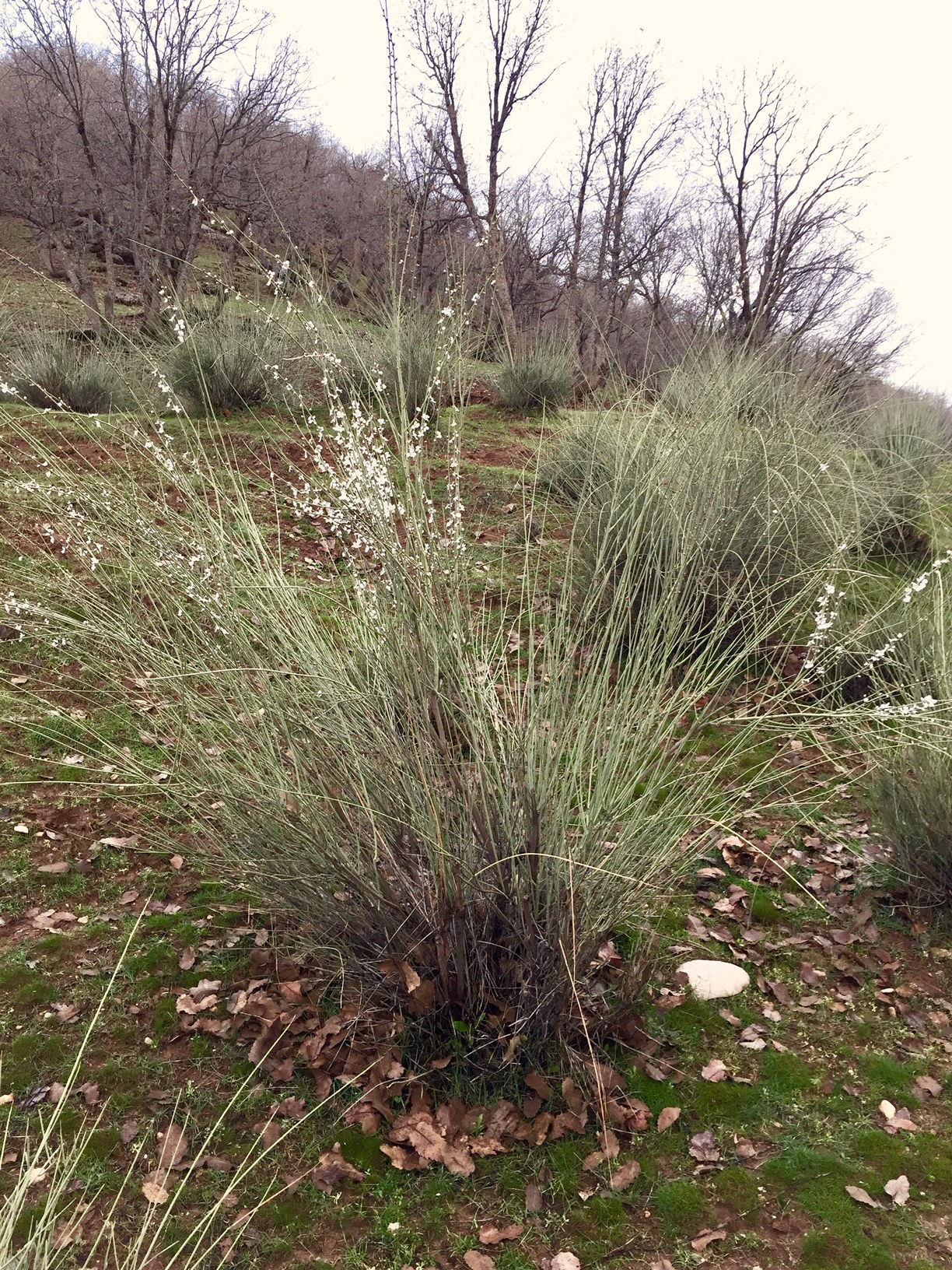
Prunus arabica

... · 
P. armeniaca (Abrikoos) · 
P. avium (Zoete kers) · 
P. cerasifera (Kerspruim) · 
P. cerasus (Zure kers) · 
P. domestica (Pruim) · 
P. dulcis (Amandelboom) ·
P. incisa (Fujikers) · 
P. insititia (Kroosje) · 
P. itosakura · 
P. laurocerasus (Laurierkers) · 
P. maackii · 
P. mahaleb (Weichselboom) · 
P. mume (Japanse abrikoos) · 
P. padus (Gewone vogelkers) · 
P. persica (Perzik) · 
P. salicina × armeniaca (Pluot) · 
P. serrulata (Japanse sierkers) · 
P. serotina (Amerikaanse vogelkers) · 
P. sibirica · 
P. spinosa (Sleedoorn) · 
P. ×syriaca (Mirabel) · 
P. ×yedoensis  · 
...